# Liste des sites Ramsar au Turkménistan
Cet article recense les zones humides du Turkménistan concernées par la convention de Ramsar.

## Statistiques
La convention de Ramsar est entrée en vigueur au Turkménistan le 3 juillet 2009.
En janvier 2020, le pays compte 1 site Ramsar, couvrant une superficie de 2 671,24 km2.

## Liste
| Site                  | Province | Notes | Date            | Superficie (km²) | Altitude (m) | Identifiant Ramsar | Identifiant WDPA | Coordonnées                       | Photo |
| --------------------- | -------- | ----- | --------------- | ---------------- | ------------ | ------------------ | ---------------- | --------------------------------- | ----- |
| Baie Türkmenbaşy (en) | Balkan   |       | 23 février 2008 | 2 671,24         | 2 - 70       | 1855               | 478038           | 39° 46′ 59″ nord, 53° 21′ 00″ est |       |